# Affaire Raihman contre Lettonie
L’affaire Raihman contre Lettonie est un litige qui a opposé devant le Comité des droits de l'Homme un citoyen letton russophone, Leonid Raihman, et l'État letton. L'État letton avait délivré en 1998 à Leonid Raihman un document d'état civil orthographié Leonīds Raihmans, selon la coutume lettone pour les prénoms masculins. 
Le 28 octobre 2010, le Comité des droits de l'Homme a statué que cette altération de l'orthographe du nom constituait une violation de l'article 17 du Pacte international relatif aux droits civils et politiques (protection de la vie privée).

## Circonstances
L'auteur de la demande devant le Comité est né en 1959 sous le nom de « Leonid Raihman ». Les autorités soviétiques ont enregistré son prénom et son nom sous cette forme, qui est celle qu’il a utilisée jusqu’en 1998, date à laquelle le nom et le prénom de ce citoyen letton russophone ont été modifiés par les autorités lettones et transcrits dans un « passeport de non-citoyenneté », sans qu’il y consente, selon l’orthographe suivante « Leonīds Raihmans » (paragraphe 1 des constatations).

## Constat par le Comité
Le Comité a décidé que les faits dont il est saisi font apparaître une violation des dispositions de l’article 17 du Pacte international relatif aux droits civils et politiques et que l’État partie est tenu d’assurer à M. Raihman un recours utile et de prendre les mesures nécessaires, y compris en amendant la législation pertinente, en vue d’éviter que des violations analogues ne se reproduisent à l’avenir (Para. 9-10 des constatations).
Le Comité a exprimé son opinion sous la forme suivante : 

« le Comité considère que le fait d’ajouter de force à un patronyme, employé sous sa forme originale pendant des décennies, un suffixe déclinable qui en modifie la prononciation phonique est une mesure intrusive qui n’est pas proportionnée au but que constitue la protection de la langue officielle de l’État. Se fondant sur sa jurisprudence, par laquelle il a établi que la protection offerte par l’article 17 englobait le droit de choisir et de changer son propre nom, le Comité considère que cette protection protège a fortiori les personnes contre le fait de se voir imposer passivement un changement de nom par l’État partie. Le Comité considère donc que la modification unilatérale du nom de l’auteur par l’État partie sur les documents officiels n’est pas raisonnable, et a donc constitué une immixtion arbitraire dans sa vie privée, en violation de l’article 17 du Pacte (8.3.). »

Le Comité a statué par 13 voix contre deux. Les deux voix opposées à la décision sont celles de M. Rafael Rivas Posada et M. Krister Thelin.

## Suites
La cour suprême de Lettonie a décidé en 2011, que les constatations du Comité sont des circonstances nouvelles pour qu'une nouvelle procédure ait lieu au sujet du nom de Raihman devant une institution de l'exécutif (dans le cas présent, le Centre de la langue officielle).
En 2012, le gouvernement letton a repondu au Comité, qu'il « ne voit aucun besoin pour une action immédiate pour amender la réglementation nationale existante d'écrire des noms personnels dans les documents officiels ».
En 2014, Raihman a gagné son affaire contre l'exécutif dans une cour de la première instance, et la délégation lettone avant le Comité des droits de l'homme de l'ONU a dit qu'« un tribunal letton a rendu un arrêt conforme à l'avis du Comité en permettant au plaignant d'épeler son nom comme il le souhaitait ». Mais la Cour Suprême a decidée contre Raihman en 2017.